# المؤيد شهاب الدين أحمد
السلطان الملك المؤيد أبو الفتح شهاب الدين أحمد (توفي في الإسكندرية في 28 يناير 1488م). سلطان الدولة المملوكية البرجية (الشركسية) الخامس عشر. بويع بالسلطنة وتسلطن في حياة أبيه السلطان الأشرف إينال، وجلس على عرش مصر حوالى 4 أشهر فقط وعمره 38 عاماً من 25 فبراير 1461م إلى 28 يونيو 1461م.

## سلطنته
وُلد شهاب الدين احمد في القاهرة وكان ابن السلطان الأشرف اينال وأمه كانت زينب بنت خاص بك. قبل أن ينال السلطة كان قد وصل إلى منصب أتابك عسكر مصر، ولما مرض والده ورقد في السرير وقرب أجله راح صهره برد بك لزوجة السلطان ونصحها أن يتنازل زوجها عن الحكم لابنهم الأتابك أحمد، فذهبت لإينال وقالت له وهو يحتضر فوافق، فأحضروا الخليفة العباسي في القاهرة والقضاة الأربعة ونادوا كبار رجال الدولة وشهدوا على انه خلع نفسه من السلطنة وسلم العرش لإبنه أحمد، فبايع الخليفة الأتابك أحمد بالسلطنة ولُقب بـ «الملك المؤيد» وركب الحصان من الباب الدهيشة ووسار الأمراء أمامه حتى دخل القصر الكبير وجلس على عرش مصر يوم الأربعاء 25 فبراير 1461م، فقبل الأمراء الأرض له ودُقت البشائر في قلعة الجبل، ونزل الوالى شوارع القاهرة ينادي إن الملك المؤيد أصبح سلطان البلاد فردت الناس بالدعاء له.
بدأ المؤيد أحمد مباشرةً في تنظيم أمور الدولة فأنعم على الأمراء بالوظائف وعين خشقدم الناصري أتابك محل نفسه لكن ظلت وظيفة شاغرة فكان يريد أن يديها لصهره الأمير برد بك لكن الأمير جاني بك الظريف طلب منه الوظيفة فرفض فمشى جانى بك من القلعة وهو حزين. حدث كل ذلك ووالده إينال كان لا يزال على قيد الحياة، لكنة تُوفي في اليوم التالي في 26 فبراير 1461م وخرجت جنازته ودُفن، وأرسل المؤيد أمراءاً إلى الشام حتى يخبروا نواب الدولة هناك على التغييرات.
أول أحداث عهد المؤيد أحمد كانت أن وصول خبر من الأمير جانى بك الأبلق من قبرص بأن شارلوتا دى لوزينان أخت جيمس التانى ملك قبرص (سماه ابن إياس جاكم) هربت إلى جزيرة رودس لكي يمدها حاكمها بعسكر يساعدونها في محاربة أخيها جيمس وتأخد منه مدينة شيرينيه (كيرنيا)، وطلب جانى بك من السلطان إينال - الذي كان يعتقد أنه مازال حياً - أن يرسل بسرعة تجريدة لنجدة جيمس.
انتشر الأمان والعدل والرخاء في القاهرة ومنع السلطان المؤيد مماليك أبيه من الفساد، وشعر المصريون براحة فأعجبوا به وأحبوه، وقيلت فيه أشعاراً فيه منها قصيدة بيت منها يقول:«لو نطقت مصرنا لقالت.:. يا ملك العصر والأقالم».

## التمرد
وصل خطاب للمؤيد من نائب الدولة في الشام جانم بك جعله يشعر أنه يتحرش به، فقد فكان يريد القبض على ابنه يحيى الذي أتى له بالخطاب لكن أمراؤه منعوه، فبدأ منذ ذلك الحين تقريب المؤيدية ومماليك أبيه ويبعد الأشرفية، وهذه كما قال ابن إياس كانت سقطة تسببت في زوال ملكه، فلما رأى الأمراء الأشرفية أنه يبعدهم ويقرب المؤيدية كتبوا لجانم وطلبوا منه أن يعود إلى مصر كي يتولى السلطنة بدلاً المؤيد، لكن عندما تأخر جانم في المجيء اجتمعوا ليلة 17 رمضان 865 هـ (27 يونيو 1461م) مع طائفة من الظاهرية ومعهم جماعة من المماليك الإينالية وذهبوا إلى ميدان الرملة أمام القلعة، فلما رأى المؤيد ما يحدث نزل ووذهب إلى باب السلسلة وقامت معركة انتهت بانضمام مماليك أبيه للمماليك الأشرفية بعد إقناعهم. وفي صباح اليوم التالي حاول المؤيد المقاومة لكن عندما اتضح له أن مماليك أبيه أصبحوا ضده علم أنه لا جدوى من المقاومة فدخل قاعة البحرة في القلعة ونادى أخوه الناصري محمد وأمر الحراس بقفل أبواب القاعة.

## خلعه
عندما سمع العسكر أن المؤيد اختفى ذهبوا إلى بيت الأتابك خشقدم وأركبوه - رغماً عنه - حصاناً وأخدوه إلى باب السلسلة وأحضروا الخليفة والقضاة الأربعة وخلعوا الملك المؤيد أحمد من السلطنة وبايعوا خشقدم على أساس أن يبقى سلطاناً مؤقتاً حتى يصل جانم إلى مصر، لكن الخطة فشلت واستمر خشقدم سلطاناً.
قُبض على الملك المؤيد وأخوه الناصري محمد ونُقلوا مقيدين وعندما رآهم عامة الناس هكذا حزنوا عليهم وبكوا. سُجن الملك المؤيد وأخوه الناصري في سجن الأسكندريه، وتُوفي الناصرى محمد في السجن في صيف 1462م، وظل المؤيد مسجوناً حتى أُطلق سراحه السلطان الظاهر تمربغا عام 1467م كي يرضي الأمراء الإينالية وسمح له بالعيش وحرية الحركة في الإسكندرية. عاش المؤيد أحمد معززاً مكرماً في الأسكندرية وفي عام 1468 أقام حفلاً بمناسبة ختان أبنائه، وسافرت اخته فاطمة من القاهرة إلى الإسكندرية للمشاركة لكنها قُتلت في الأسكندرية بواسطة قطاعي طريق، ولما زار السلطان قايتباي الإسكندرية في يونيو 1477م كان المؤيد على رأس المستقبلين وأنعم عليه قايتباي بهدية ولعبوا البولو. في يونيو 1479م مرضت والدة المؤيد «خوند زينب» فزارها الأمير يشبك فطلبت منه إن يسمح السلطان للمؤيد بزيارتها لتراه قبل مماتها، فوافق قايتباى وذهب المؤيد مع ابنه «على» إلى القاهرة وصعد القلعة وزار قايتباي الذي قام له ورحب به وخلع عليه هو وابنه ونزل المؤيد من القلعة في موكب مع الأمراء وأقام عند أمه في بيته بجوار الجسر الأعظم، وفي تلك الفترة سافر قايتباي إلى الإسكندرية وترك المؤيد في القاهرة، ولما عاد إلى القاهرة كانت والدة المؤيد تُوفيت فأقام للمؤيد حفلة استقبال كبيرة في القصر وأنعم عليه هو وابنه وسمح له أنه يعود للإسكندرية فعاد المؤيد بعدما ظل في القاهرة حوالي شهرين. وفي مايو 1482م عمل المؤيد حفل ختان ابنه وطلب من القاهرة أن يرسلوا مغنى مصر الكبير حينئذ على ابن رحاب كي يغني في الحفل.

## وفاته
تُوفي المؤيد أحمد في الإسكندرية ليلة 28 يناير عام 1488م وهو في الخمسينات من عمره، ولما اتلقى السلطان قايتباي الخبر أمر بنقل جثمانه للقاهرة ودُفن هناك مع أبيه الأشرف إينال.
عبر ابن تغرى عن استغرابه من سرعة زوال حكم الملك المؤيد وقال إن السبب في ذلك أنه عندما نال لم يكن طفلاً صغيراً وكانت له مكانته كأتابك فلم يكن على هوى الأمراء.
من جهته مدح ابن إياس الملك المؤيد وقال عنه: «و كان الملك المؤيد كفواً للسلطنة، ذا عقل ورأي، كامل الهيئة، وساس الناس في أيام سلطنته أحسن سياسة، وقمع مماليك أبيه، عما كانوا يفعلونه من تلك الافعال الشنيعة، وكان ناظر لمصالح الرعية ولو أنه أقام في السلطنة لحصل للناس به غاية النفع والخير، ولكنه خانه الزمان، وأخذ من حيث كان يرجو الأمان».

## هوامش
1. ↑  بدائع الزهور في وقائع الدهور، ابن إياس ( أبو البركات محمد بن أحمد، ت٩٣٠هـ)،  تحقيق محمد مصطفى، جـ 2، الهيئة المصرية العامة للكتاب، القاهرة، ١٩٨٤.
2. ↑  شارلوتا دى لوزينان Charlotte de Lusignan كانت ملكة قبرص وكانت ابنة الملك جون التانى John II of Cyprus جلست على عرش قبرص سنة 1458م في عمر الرابعة عشر لكن أخيها الغير شرعى جيمس التانى James II of Cyprus نازعها على العرش. فى سنة 1463 استطاع جيمس بمساعدة مصر فى عهد السلطان الظاهر خُشقدم أن ينتزع العرش منها ويجبرها على الهرب من قبرص. فشلت فى استرداد العرش و تُوفيت فى روما سنة 1487.
3. ↑  ابن إياس، 373/ج2
4. ↑  ابن إياس، 20/ج3
5. ↑  لعبة الكرة فى العصر المملوكى وكانت لعبه تشبه رياضة البولو بالأحصنة والعصيان.
6. ↑  ابن إياس، 130-132/ج3
7. ↑  ابن إياس، 154-155/ج3
8. ↑  ابن إياس، 157/ج3
9. ↑  ابن إياس، 193/ج3
10. ↑  ابن إياس، 247/ج3